# Munwiller
Munwiller là một xã ở tỉnh Haut-Rhin trong vùng Grand Est ở đông bắc Pháp. Xã này có diện tích 6,74 km², dân số năm 1999 là 495 người. Khu vực này có độ cao 206 mét trên mực nước biển.